# William Brown (admiral)
William Brown, irski admiral, * 22. junij 1777, Foxford, grofija Mayo, Irska, † 3. marec 1857, Buenos Aires, Argentina.
Brown je najbolj znan kot ustanovitelj Argentinske vojne mornarice.